# 이병주 (로봇공학자)
이병주(1960년 6월 7일~)는 대한민국 로봇공학자이다.

## 경력
한양대 기계공학과를 거쳐 미국 텍사스대학교 오스틴캠퍼스 대학원에서 기계공학으로 석,박사 학위를 받았다. 박사 학위 취득 후 텍사스대학교 오스틴 대학원에서 포닥을 하고, 1992년 한국기술교육대 교수를 거쳐 1995년 3월부터 한양대에서 교수로 재직하고 있다. 이 교수는 메디칼 로봇 과제를 공동으로 기획해 2011년부터 고영테크놀러지와 산업부 과제인 신경외과, 이비인후과 수술로봇 과제를 수행하였다. 첨단의료복합단지와 중재시술로봇 과제를 하여 수행한 바 있다. 

## 같이 보기
- 지능형 로봇
- 로봇산업
- 로봇인
- 로봇공학자